# 金殷傅
金 殷傅（キム・ウンプ、  - 1017年旧暦5月15日）は、高麗の門閥貴族。

## 人物
安山縣生まれ。公州節度使であった1011年、契丹の高麗侵攻のため開京を離れて疎開した顕宗を迎え入れたことをきっかけに、中央政界に進出し、中枢使、戸部尚書となる。

## 係累
元成王后、元惠王后、元平王后の父親で、徳宗、靖宗、文宗の外祖父。妻は李子淵の叔母にあたる。